# Encalypta
Encalypta là một chi rêu trong họ Encalyptaceae.